# تشارلي هيرست
تشارلي هيرست (بالإنجليزية: Charlie Hurst)‏ (25 يناير 1919 في المملكة المتحدة - 23 يناير 1999 في المملكة المتحدة) هو لاعب كرة قدم بريطاني (وحمل سابقاً جنسية المملكة المتحدة لبريطانيا العظمى وأيرلندا) في مركز الدفاع. لعب مع أولدهام أثلتيك ونادي بريستول روفيرز ونادي روتشديل ونادي هايد إف سي ونادي تشيلمسفورد وSudbury Town F.C. ‏.